# 内閣府特命担当大臣（防災担当）
内閣府特命担当大臣（防災担当）（ないかくふとくめいたんとうだいじん ぼうさいたんとう、英語: Minister of State for Disaster Management）は、日本の国務大臣。内閣府特命担当大臣の一つである。

## 概要
日本の内閣府に置かれる内閣府特命担当大臣の一つである。主として防災行政を所管する国務大臣である。具体的には、災害予防、災害応急対策、災害復旧、災害からの復興などにかかわる政策を所管する。内閣府において防災行政を所管する組織としては、内閣府政策統括官（防災担当）配下の組織と、重要政策に関する会議である中央防災会議などが挙げられる。防災担当大臣は、これらの組織を担当する。
内閣府特命担当大臣は、担当する諸課題により柔軟に設置できるため、政権により増減や変動があり、その役職名は必ずしも一致しないが、内閣府特命担当大臣（防災担当）は、内閣府設置法により必置とされている。同様の例としては、内閣府特命担当大臣（沖縄及び北方対策担当）、内閣府特命担当大臣（金融担当）、内閣府特命担当大臣（消費者及び食品安全担当）及び内閣府特命担当大臣（こども政策少子化対策若者活躍担当）も、内閣府設置法により必置とされている。
2001年の中央省庁再編により内閣府特命担当大臣が設置されて以降、歴代政権は一貫して防災行政を担当する特命担当大臣を設置していたが、必置ではなかった。2021年4月28日の災害対策基本法等の一部を改正する法律による内閣府設置法の改正により、同年5月20日以降は、必置となった。
また、防災担当大臣に就任した者は、災害対策基本法に基づき、内閣府中央防災会議の委員に就任する。内閣府中央防災会議の会長は内閣総理大臣であるが、防災担当大臣も自らの所管事務について内閣府中央防災会議に諮問することができる。この場合、内閣府中央防災会議は防災担当大臣に対して答申する。

## 沿革

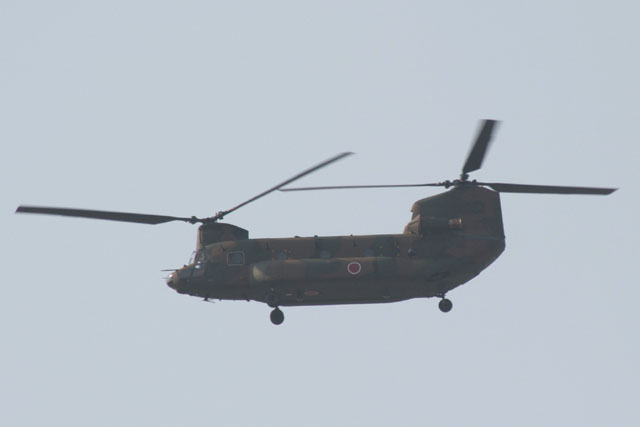
2007年3月25日、溝手顕正防災担当相を団長とする政府調査団を乗せ能登半島地震の被災地へ向かう陸上自衛隊のヘリコプター

中央省庁等改革基本法に基づく中央省庁再編により、2001年1月6日に内閣府が設置された。それにともない、国土庁防災局などが所管していた防災行政は、内閣府に移管されることになった。また、同時に、特命担当大臣の制度が設けられた。同日付で第2次森改造内閣（中央省庁再編後）が発足し、危機管理担当大臣として入閣していた衆議院議員の伊吹文明が「防災担当大臣」に任命された。以降、防災行政を担当する特命担当大臣として、「防災担当大臣」の職が継続して設置された。
2003年9月22日に発足した第1次小泉第2次改造内閣では、「内閣府特命担当大臣（防災担当）」と呼称が変更され、衆議院議員の井上喜一が任命された。それ以来、「内閣府特命担当大臣（防災担当）」の職が継続して設置されている。

## 名称
任命・補職は3段階で行われており、まず「国務大臣に任命する」との官記が出され、次いで当該の国務大臣に対して「内閣府特命担当大臣を命ずる」との辞令が出され、さらに当該の内閣府特命担当大臣に対して「防災を担当させる」と命ぜられる。これらの辞令は『官報』に掲載されるため、その記載に基づき「内閣府特命担当大臣（防災担当）」と表記される。また、かつて2001年1月から2003年9月までは「防災担当大臣」と呼称されていた。なお、災害対策基本法では「内閣府設置法第九条第一項に規定する特命担当大臣」のうち「同項の規定により命を受けて同法第四条第一項第七号又は第八号に掲げる事項に関する事務及びこれに関連する同条第三項に規定する事務を掌理するもの」と規定されている。略称は、「防災担当大臣」「防災担当相」「防災大臣」「防災相」である。英語での呼称については「Minister of State for Disaster Management」とされている。

## 歴代大臣
| 代                             | 氏名          | 氏名          | 内閣                               | 内閣                               | 就任日         | 退任日         | 党派         | 備考         |
| 防災担当大臣                   | 防災担当大臣  | 防災担当大臣  | 防災担当大臣                       | 防災担当大臣                       | 防災担当大臣   | 防災担当大臣   | 防災担当大臣 | 防災担当大臣 |
| ------------------------------ | ------------- | ------------- | ---------------------------------- | ---------------------------------- | -------------- | -------------- | ------------ | ------------ |
| 1                              |               | 伊吹文明      | 第2次森改造内閣 （中央省庁再編後） | 第2次森改造内閣 （中央省庁再編後） | 2001年1月6日   | 2001年4月26日  | 自由民主党   |              |
| 2                              |               | 村井仁        | 第1次小泉内閣                      | 第1次小泉内閣                      | 2001年4月26日  | 2002年9月30日  | 自由民主党   |              |
| 3                              |               | 鴻池祥肇      |                                    | 第1次改造内閣                      | 2002年9月30日  | 2003年9月22日  | 自由民主党   |              |
| 内閣府特命担当大臣（防災担当） |               |               |                                    |                                    |                |                |              |              |
| 1                              |               | 井上喜一      |                                    | 第2次改造内閣                      | 2003年9月22日  | 2003年11月19日 | 保守新党     |              |
| 2                              | 第2次小泉内閣 | 第2次小泉内閣 | 2003年11月19日                     | 2004年9月27日                      | 再任           |                | 保守新党     |              |
| 3                              |               | 村田吉隆      |                                    | 改造内閣                           | 2004年9月27日  | 2005年9月21日  | 自由民主党   |              |
| 4                              | 第3次小泉内閣 | 第3次小泉内閣 | 2005年9月21日                      | 2005年10月31日                     | 再任           |                | 自由民主党   |              |
| 5                              |               | 沓掛哲男      |                                    | 改造内閣                           | 2005年10月31日 | 2006年9月26日  | 自由民主党   |              |
| 6                              |               | 溝手顕正      | 第1次安倍内閣                      | 第1次安倍内閣                      | 2006年9月26日  | 2007年8月27日  | 自由民主党   |              |
| 7                              |               | 泉信也        |                                    | 改造内閣                           | 2007年8月27日  | 2007年9月26日  | 自由民主党   |              |
| 8                              | 福田康夫内閣  | 福田康夫内閣  | 2007年9月26日                      | 2008年8月2日                       | 再任           |                | 自由民主党   |              |
| 9                              |               | 林幹雄        |                                    | 改造内閣                           | 2008年8月2日   | 2008年9月24日  | 自由民主党   |              |
| 10                             |               | 佐藤勉        | 麻生内閣                           | 麻生内閣                           | 2008年9月24日  | 2009年7月2日   | 自由民主党   |              |
| 11                             |               | 林幹雄        | 麻生内閣                           | 麻生内閣                           | 2009年7月2日   | 2009年9月16日  | 自由民主党   |              |
| 12                             |               | 前原誠司      | 鳩山由紀夫内閣                     | 鳩山由紀夫内閣                     | 2009年9月16日  | 2010年1月12日  | 民主党       |              |
| 13                             |               | 中井洽        | 鳩山由紀夫内閣                     | 鳩山由紀夫内閣                     | 2010年1月12日  | 2010年6月8日   | 民主党       |              |
| 14                             | 菅直人内閣    | 菅直人内閣    | 2010年6月8日                       | 2010年9月17日                      | 再任           |                | 民主党       |              |
| 15                             |               | 松本龍        |                                    | 第1次改造内閣                      | 2010年9月17日  | 2011年7月5日   | 民主党       |              |
| 15                             |               | 松本龍        | 第2次改造内閣                      | 留任                               | 2010年9月17日  | 2011年7月5日   | 民主党       |              |
| 16                             |               | 平野達男      | 第2次改造内閣                      |                                    | 2011年7月5日   | 2011年9月2日   | 民主党       |              |
| 17                             | 野田内閣      | 野田内閣      | 2011年9月2日                       | 2012年2月10日                      | 再任           |                | 民主党       |              |
| 17                             |               | 平野達男      | 2011年9月2日                       | 2012年2月10日                      | 第1次改造内閣  | 留任           | 民主党       |              |
| 18                             |               | 中川正春      |                                    | 2012年2月10日                      | 第1次改造内閣  | 2012年10月1日  | 民主党       |              |
| 18                             |               | 中川正春      | 第2次改造内閣                      | 2012年2月10日                      | 留任           | 2012年10月1日  | 民主党       |              |
| 19                             |               | 下地幹郎      |                                    | 第3次改造内閣                      | 2012年10月1日  | 2012年12月26日 | 国民新党     |              |
| 20                             |               | 古屋圭司      | 第2次安倍内閣                      | 第2次安倍内閣                      | 2012年12月26日 | 2014年9月3日   | 自由民主党   |              |
| 21                             |               | 山谷えり子    |                                    | 改造内閣                           | 2014年9月3日   | 2014年12月24日 | 自由民主党   |              |
| 22                             | 第3次安倍内閣 | 第3次安倍内閣 | 2014年12月24日                     | 2015年10月7日                      | 再任           |                | 自由民主党   |              |
| 23                             |               | 河野太郎      |                                    | 第1次改造内閣                      | 2015年10月7日  | 2016年8月3日   | 自由民主党   |              |
| 24                             |               | 松本純        |                                    | 第2次改造内閣                      | 2016年8月3日   | 2017年8月3日   | 自由民主党   |              |
| 25                             |               | 小此木八郎    |                                    | 第3次改造内閣                      | 2017年8月3日   | 2017年11月1日  | 自由民主党   |              |
| 26                             | 第4次安倍内閣 | 第4次安倍内閣 | 2017年11月1日                      | 2018年10月2日                      | 再任           |                | 自由民主党   |              |
| 27                             |               | 山本順三      |                                    | 第1次改造内閣                      | 2018年10月2日  | 2019年9月11日  | 自由民主党   |              |
| 28                             |               | 武田良太      |                                    | 第2次改造内閣                      | 2019年9月11日  | 2020年9月16日  | 自由民主党   |              |
| 29                             |               | 小此木八郎    | 菅義偉内閣                         | 菅義偉内閣                         | 2020年9月16日  | 2021年6月25日  | 自由民主党   |              |
| 30                             |               | 棚橋泰文      | 菅義偉内閣                         | 菅義偉内閣                         | 2021年6月25日  | 2021年10月4日  | 自由民主党   |              |
| 31                             |               | 二之湯智      | 第1次岸田内閣                      | 第1次岸田内閣                      | 2021年10月4日  | 2021年11月10日 | 自由民主党   |              |
| 32                             | 第2次岸田内閣 | 第2次岸田内閣 | 2021年11月10日                     | 2022年8月10日                      | 再任           |                | 自由民主党   |              |
| 33                             |               | 谷公一        |                                    | 第1次改造内閣                      | 2022年8月10日  | 2023年9月13日  | 自由民主党   |              |
| 34                             |               | 松村祥史      | 第2次改造内閣                      | 2023年9月13日                      | 2024年10月1日  |                | 自由民主党   |              |
| 35                             |               | 坂井学        | 第1次石破内閣                      | 第1次石破内閣                      | 2024年10月1日  | 2024年11月11日 | 自由民主党   |              |
| 36                             | 第2次石破内閣 | 第2次石破内閣 | 2024年11月11日                     | 現職                               | 再任           |                | 自由民主党   |              |

- 特命担当大臣は複数名を任命することがあるため、通常は代数の表記は行わない。ただし、本表ではわかりやすさに配慮し、代数の欄を便宜上設けた。
- 辞令のある再任は就任日を記載し、辞令のない留任は就任日を記載しない。
- 党派の欄は、就任時、または、内閣発足時の所属政党を記載した。
- 第1次小泉第1次改造内閣までは「防災担当大臣」と呼称されており、役職名の表記に差異はあるが、法的には同質であり、便宜上記載した。